# James Busby (golfer)
James Busby (Rugby, 29 april 1982) is een Engelse golfer die in 2013 op de Europese PGA Tour speelt.
Busby werd in 2004 professional, maar een maand later raakte hij betrokken bij een auto-ongeluk, waardoor hij twee jaar niet meer kon spelen. In 2008 ging hij voor het eerst naar de Tourschool. In 2011 speelde hij op de EuroPro Tour en in 2012 op de Europese Challenge Tour. Aan het einde van het seizoen kwalificeerde hij zich net voor de Apulia San Domenico Grand Final en eindigde daar op de tweede plaats. Daardoor steeg hij naar de 16de plaats op de Order of Merit en promoveerde hij naar de Europese Tour. Op de wereldranglijst staat hij in de top 400 (februari 2013).